# Bavu
Bavu er en amerikansk stumfilm fra 1923 af Stuart Paton.

## Medvirkende
- Wallace Beery som Felix Bavu
- Estelle Taylor som Annia
- Forrest Stanley som Mischka Vleck
- Sylvia Breamer som Olga Stropik
- Josef Swickard som Markoff
- Nick De Ruiz som Kuroff
- Martha Mattox som Piplette
- Harry Carter
- Jack Rollens som Michael Revno